# Il segreto del Minotauro
Il segreto del minotauro (titolo originale Le crime de Dédale) è un romanzo dello scrittore francese Paul Halter del 1997, di genere giallo/poliziesco. In Italia è stato pubblicato nel 1999, nella collana Il Giallo Mondadori, con il numero 2617. 

## Trama
Nel 1937 a Creta sembra esserci una ricerca archeologica maledetta; ad uno ad uno, infatti, gli archeologi che hanno preso parte alla spedizione del professor Newcomb vengono uccisi in modo efferato. Una pergamena antica che descrive un bizzarro enigma, inoltre, sembra sparire nel nulla.

 L'investigatore dilettante Basil Ward è l'unico che sembra intenzionato a far luce nell'intricata vicenda.

## Personaggi
- Sir Basil Ward: archeologo e investigatore dilettante
- Arthur Jones: funzionario del ministero degli Interni
- Kate Jones: figlia di Arthur
- Milton Ross: spasimante di Kate
- Richard Tronson: giovane tennista, innamorato di Kate
- Lewis Newcomb, Duncan Lamont e Edgar Buchhnan: archeologi
- Oricos: guida cretese
- Kersall e Winding: ispettori di polizia

## Edizioni
- Paul Halter, Il segreto del Minotauro, traduzione di Igor Longo, Il Giallo Mondadori n. 2617, Arnoldo Mondadori Editore, 1999,  p. 235.